# Léo Lagrange
Pour les articles homonymes, voir Lagrange.
François Léo Lagrange, dit Léo Lagrange, né le 28 novembre 1900 à Bourg-sur-Gironde et mort au combat le 9 juin 1940 à Évergnicourt, est un homme politique socialiste français, sous-secrétaire d'État aux sports et à l'organisation des loisirs sous le Front populaire.
Membre des Éclaireurs de France dans sa jeunesse, il rejoint la Section française de l'Internationale ouvrière (SFIO) après la scission de Tours en 1920 et devient rédacteur au Populaire, l'organe de presse de la SFIO. Élu député en 1932 lors du second Cartel des gauches, il est ensuite nommé sous-secrétaire d'État sous le gouvernement Blum. Il soutient aussi la tenue des Olympiades populaires à Barcelone, organisées en contrepoint aux Jeux olympiques de Berlin instrumentalisés par le nazisme.

## Biographie

### Jeunesse
Adolescent, il est inscrit à la troupe Éclaireurs Français du lycée Henri-IV, mouvement de scoutisme neutre du point de vue confessionnel fondé en particulier par le baron Pierre de Coubertin. Cette troupe s'affiliera en 1919 aux Éclaireurs de France.

### L'armée
Le 17 août 1918, bien que pacifiste, il s'engage dans l'armée, par solidarité avec ses concitoyens, pour la durée de la guerre, avec l'accord de son père car il est mineur. Il sert successivement au 32e régiment d'artillerie (RA) puis au 30e régiment d'artillerie de campagne. Au moment de l'armistice, il est brigadier. Fin novembre 1918, il assume avoir refusé de signaler à sa hiérarchie des hommes trouvés, sous son commandement, endormis ou absents alors qu'on leur avait confié la mission de garder une casemate isolée et désaffectée. Il y perd ses galons. Il sert ensuite au 22e puis au 264e et au 8e RA avant d'être démobilisé le 3 novembre 1919.

### Études et adhésion à la SFIO
À son retour, il obtient un baccalauréat de lettres puis s'inscrit à la faculté de droit tout en reprenant ses études commencées avant la guerre à l’Institut d'études politiques. Au lendemain du congrès de Tours (décembre 1920), il adhère à la SFIO en janvier 1921, dirigée par Paul Faure, Jean Longuet et Léon Blum et rejoint le groupe des étudiants socialistes.
Devenu avocat, il s'inscrit en 1923 au barreau de Paris. Touché par les horreurs de la guerre, il réserve, en particulier, ses services aux tuberculeux, aux malades des poumons et aux gazés. Il épouse Madeleine Weiller (1900-1992) en 1925. L'année suivante, il rencontre André Malraux, Clara Malraux et Jean Prévost. Léo Lagrange se mêle ensuite au bouillonnement intellectuel des années 1930 et se joint à nombre d'écrivains, historiens, artistes et savants. Devenu rédacteur au journal Le Populaire, organe de la SFIO, il y relate, dans sa chronique, l'actualité judiciaire.

### Carrière politique
Il se présente aux élections législatives en 1928, dans le XIe arrondissement de Paris mais il y est battu. Lors des élections de mai 1932, il est désigné comme candidat socialiste pour reconquérir la première circonscription d'Avesnes-sur-Helpe, dans le Nord. Lors des réunions publiques, il met l'accent sur la nécessité, pour la classe ouvrière, d'être instruite et organisée si elle veut diriger un jour.

### Sous-secrétaire d’État aux loisirs et aux sports
Une fois élu, il est ensuite nommé sous-secrétaire d'État aux Sports et à l'Organisation des loisirs auprès du ministre de la Santé publique Henri Sellier sous le gouvernement du Front populaire, en 1936.
C'est la première fois qu'un portefeuille ministériel de cet ordre est créé en accompagnement des congés payés et de l'apparition pour les masses laborieuses d'un temps libre, dans lequel Léo Lagrange à la suite d'Albert Thomas voit la condition de la dignité de l'homme. Il s'entoure principalement de gens ayant eu l'expérience de la grande guerre, et qui sont partisans d'une unité d'action entre la SFIO et le parti communiste (Lagrange fait partie du courant dit de la Bataille socialiste).

Sa mission s'adresse donc à toute la société et non pas exclusivement à la jeunesse. Il se fonde néanmoins sur celle-ci parce qu'elle constitue le futur d'une société plus juste sans chercher à l'embrigader : 
« … il ne peut s'agir dans un pays démocratique de caporaliser les distractions et les plaisirs des masses populaires et de transformer la joie habilement distribuée en moyen de ne pas penser. »
 Il s'emploie à développer les loisirs sportifs, touristiques et culturels. Il est à l’origine de la création du billet populaire de congés annuel qui accorde 40 % de réduction sur les transports ferroviaires, tandis qu'il encourage et impulse le mouvement des auberges de jeunesse. Ce sont les premiers départs vers la neige avec les trains spéciaux et les tarifs réduits sur les téléphériques. Des croisières populaires voient également le jour.

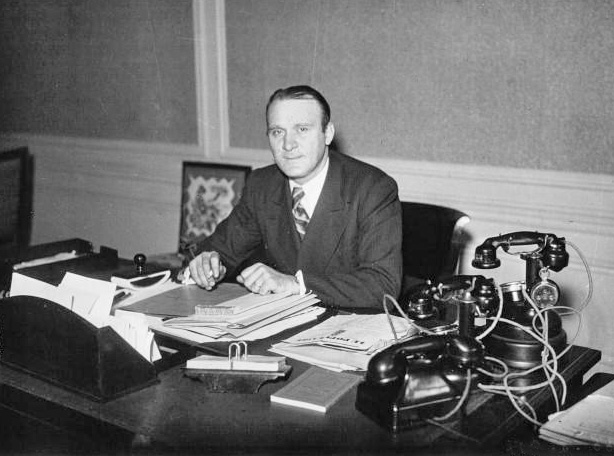
Léo Lagrange, sous-Secrétaire d'Etat au Sport et aux Loisirs (1936).

Léo Lagrange s'occupe aussi des Olympiades populaires, alternatifs aux Jeux olympiques qui devaient se substituer aux Jeux olympiques de Berlin. Prévues à Barcelone, les épreuves officielles qualificatives pour ces Olympiades populaires se déroulent le 4 juillet 1936 au stade Pershing à Paris. Léo Lagrange préside en personne ces journées. À travers leur club, la FSGT ou individuellement, 1 200 athlètes français s'inscrivent à ces olympiades antifascistes. Pourtant, le 9 juillet, toute la droite vote « pour » la participation de la France aux Jeux olympiques de Berlin, tandis que l'ensemble de la gauche (PCF compris) s'abstient, à l'exception notable de Pierre Mendès France qui vote contre. Néanmoins, des sportifs français se rendent tout de même à Barcelone, où les Olympiades sont interrompues le 18 juillet 1936 par le pronunciamento militaire du général Franco.

### Après le gouvernement
Après avoir quitté le sous-secrétariat, il devient président du Comité laïque des auberges de jeunesse. À la déclaration de guerre, en 1939, alors parlementaire, il rejoint volontairement le cours des élèves officiers de réserve. Sorti sous-lieutenant au 61e régiment d'artillerie, il est tué le 9 juin 1940 à Évergnicourt d'un éclat d'obus.

« Il est mort dans la fidélité, il est mort dans le courage, dans la recherche de la vérité et dans la dignité. (…) C'était un homme que nous aimions. »

— André Malraux, discours d'hommage prononcé à la salle Pleyel le 8 juin 1945,.
Sa veuve, Madeleine, fut une militante socialiste et députée à l'Assemblée constituante de 1945.

## Sport de masse, sports professionnels

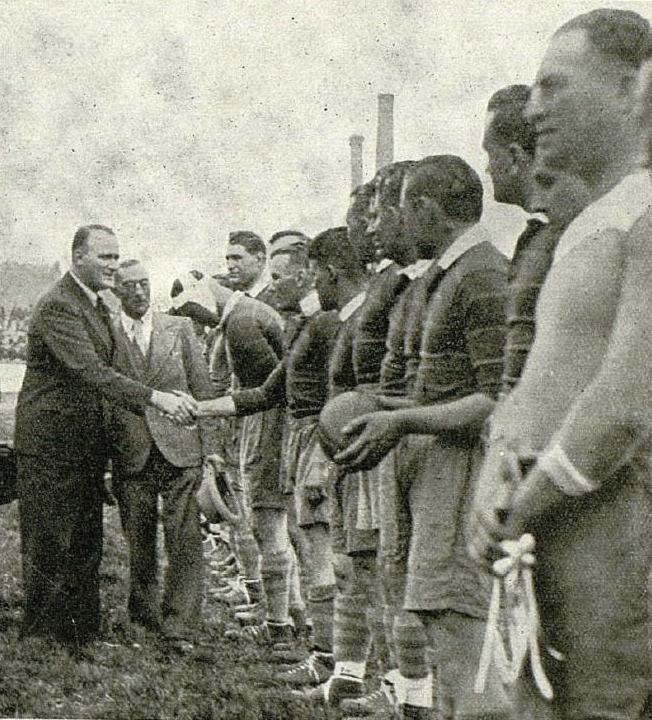
Léo Lagrange à la finale du Championnat de France de rugby 1937.

Citations d'autres discours de Léo Lagrange :
- « Dans le sport, nous devons choisir entre deux conceptions :
 - la première se résume dans le sport spectacle et la pratique restreinte à un nombre relativement petit de privilégiés, 
 - selon la seconde conception, tout en ne négligeant pas le côté spectacle et la création du champion, c’est du côté des grandes masses qu’il faut porter le plus grand effort.
 Nous voulons que l’ouvrier, le paysan et le chômeur trouvent dans le loisir la joie de vivre et le sens de leur dignité ».
 Léo Lagrange, discours du 10 juin 1936.

- « Notre but simple et humain, est de permettre aux masses de la jeunesse française de trouver dans la pratique des sports, la joie et la santé et de construire une organisation des loisirs telle que les travailleurs puissent trouver une détente et une récompense à leur dur labeur ».
 Léo Lagrange, sous-secrétaire d'État aux sports et à l'organisation des Loisirs, 1936.

- « Notre souci est moins de créer des champions et de conduire sur le stade 22 acteurs devant 40 000 ou 100 000 spectateurs, que d’incliner la jeunesse de notre pays à aller régulièrement sur le stade, sur le terrain de jeux, à la piscine ».
 Léo Lagrange, discussion du budget à la Chambre des députés, 1937, cité par J.P. Callède, ibid.

- « Si nous avons à faire un effort commun dans le domaine sportif, comme dans bien d’autres, c’est un effort de moralité. J’ai écouté avec grand intérêt M. Temple qui a fait apparaître les dangers redoutables du développement du sport professionnel. Hélas ! lorsqu’on accepte qu’un geste humain qui, par nature doit être désintéressé, devienne la source de profits importants, la juste mesure est très difficile à déterminer.
 Je crois que le jour où l’on a admis que le jeu sur le stade pouvait être l’occasion de profits importants, on a fortement atteint la moralité du sport.
 Aussi, de toutes mes forces et quelles que soient les critiques, parfois sévères, dont mon action pourra être l’objet, je m’opposerai au développement du sport professionnel dans notre pays. Je détiens au Parlement la charge de servir les intérêts de toute la jeunesse française, et non de créer un nouveau spectacle de cirque ».
 Léo Lagrange, sous-secrétaire d'État aux Sports, aux Loisirs et à l’Éducation physique – ministre des Sports –, définit et précise sa politique et celle du Front populaire, le 3 décembre 1937, à la tribune de la Chambre des Députés.

## Synthèse des fonctions politiques
Il fut sous-secrétaire d'État :
- du gouvernement Léon Blum (1) du 4 juin 1936 au 21 juin 1937,
- du gouvernement Camille Chautemps (3) du 29 juin 1937 au 14 janvier 1938,
- du gouvernement Léon Blum (2) du 13 mars 1938 au 8 avril 1938.

## Hommages posthumes
Peu de jours après que sa mort a été confirmée, en février 1941, Léo Lagrange fait l'objet d'hommages de tous bords, y compris un long hommage spécial de Charles Maurras : « (…) Un des caractères de cette guerre est d'avoir été faite en général par ceux qui ne l'avaient pas voulue, et voulue par ceux qui ne l'ont pas faite. M. Léo Lagrange fait une dérogation glorieuse (…) Léo Lagrange, ayant voulu la guerre, l'a faite et bien faite : il y est resté. Nous le saluons. (…) ».
Tandis que la FSGT est empêchée de consacrer sa réunion du 24 août 1941 au souvenir de Léo Lagrange, l'UFOLEP peut organiser, le 15 août, une « coupe Léo-Lagrange » en l'honneur de son ancien commissaire général,. Mais c'est à la « journée Léo-Lagrange » organisée, à sa demande, par la FFA le 5 octobre 1941 au stade Jean-Bouin que le commissaire à l'éducation générale et aux sports Jean Borotra prononce, en présence de sa veuve et de son fils, son éloge officiel : « Athlètes de France, vous êtes assemblés aujourd'hui pour honorer la mémoire de Léo Lagrange (…) ». La « journée Léo-Lagrange » continue d'être célébrée après la Libération.
L'État français décerne à Léo Lagrange en 1941, à titre posthume, la Croix de guerre avec palme et la croix de chevalier de la Légion d'honneur. Hommage du vice à la vertu : parmi les 48 avocats juifs encore tolérés à Paris début 1942 - alors que 246 autres doivent à partir de ce moment cesser leur activité en raison des lois d'exclusion - figure sa veuve Madeleine.
En mai 1944, l'Assemblée consultative provisoire, à Alger, adopte à l'unanimité la motion suivante : « L'Assemblée (…), à l'occasion de son débat sur la jeunesse et les sports, rend hommage à Léo Lagrange, mort glorieusement pour la France en 1940, qui, par son effort gouvernemental, avait donné une impulsion heureuse à l'activité sportive de la jeunesse ».
Les premiers clubs Léo-Lagrange (qui deviendront plus tard la Fédération Léo-Lagrange) sont fondés en 1950 par Pierre Mauroy, alors secrétaire des Jeunesses socialistes.
En 1957, à l'occasion des Jeux universitaires mondiaux qui ont lieu à Paris, la Poste française émet un timbre-poste en sa mémoire.
Une station du métro de Paris porte son nom sur la ligne 7, dans la commune de Villejuif. Elle se trouve sur la branche sud de la ligne.
De nombreux stades et salles de sport en France portent son nom, ainsi que des piscines. Le centre de loisirs La Grange à Léo lui rend également hommage par ce jeu de mots.
Un lycée Léo-Lagrange se trouve à Bully-les-Mines (62160) dans le Pas-de-Calais.
Des rues Léo-Lagrange existent à Brest, à Saint-Denis de La Réunion, à Saint-Nazaire, à Saint-Michel-sur-Orge, à Sainte-Geneviève-des-Bois, à Aix-en-Provence, au Bouscat, à Auby, à Noisy-le-Grand et une place à Cenon.
Un quartier Léo-Lagrange, édifié de 1963 à 1967 et composé de cinq immeubles pour un total de 128 logements est présent à Guebwiller. Architectes : Pierre Guéret et Léon Schlegel
Aussi, des écoles primaires portent son nom comme à Valence, La Seyne-sur-Mer ou à Villers-Cotterêts.
À Reims, un des grands parcs de la ville porte aussi le nom de Léo Lagrange. Créé en 1978 et situé en face du stade Auguste-Delaune, sa surface s'étend sur 11,9 ha. Il comprend un étang, un skate park et des aires de jeu pour enfants.
Une association (MECS+IAE) à Graulhet dans le Tarn porte son nom.
La 402e promotion d'élève-officier de réserve de l'École de l'artillerie de Draguignan a reçu comme nom de baptême Sous-lieutenant Léo Lagrange en 1983.
La promotion 2016-2017 des élèves administrateurs territoriaux de l'Institut national des études territoriales (INET) s'est baptisée Léo Lagrange.